# Korçë (distrito)
Korçë (em albanês:  Rrethi i Korçës) é um dos 36 distritos da Albânia localizado na prefeitura de Korçë. Sua capital é a cidade de Korçë.
Sua população inclui significativas comunidades grega e aromena.

## Geografia
Fica localizado no sudoeste da Albânia, da latitude 40.45/40°27'N à 40.95/40°57'N, e da longitude 21.0833/21°4'E à 20.31667/20°19'E.
Seus limites são o Distrito de Pogradec e a República da Macedônia a norte; a Grécia a leste; o Distrito de Devoll a sudeste; o Distrito de Kolonjë e o Distrito de Përmet a sudoeste; e os distritos de Gramsh e Skrapar a oeste. Outra cidade de importância em Korçë é Maliq.

## Municípios
O distrito de Korçë está dividido nos seguintes municípios:
| - Drenovë - Gorë - Korçë - Lekas | - Libonik - Liqenas - Maliq - Moglicë | - Mollaj - Pirg - Pojan - Qendër Bulgarec | - Vithkuq - Voskop - Voskopojë - Vreshtas |